# ポーランドの首相

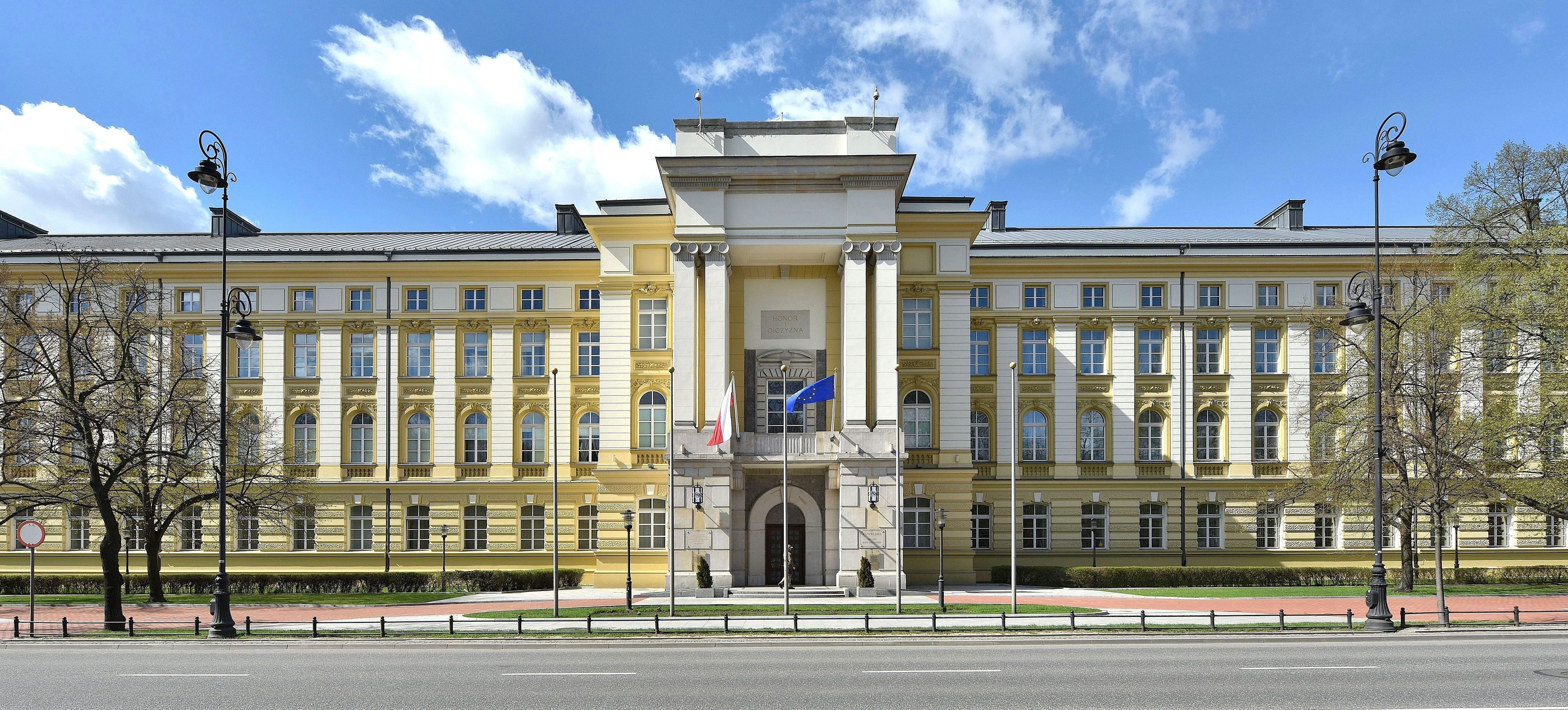
首都ワルシャワの首相府

ポーランドの首相（ポーランド語: Premier Polski）は、ポーランドの行政府の長。正式な名称は閣僚評議会議長（ポーランド語: Prezes Rady Ministrów）。

## 任命
指名・任命は大統領によって行われる。ただし、首相任命後14日以内に内閣はセイム（下院）の過半数の信任を受ける必要がある（憲法第154条2）ため、大統領が下院の議席配分を無視して首相を任命することは事実上不可能である。また内閣不信任の場合は新首相候補の指名を必要とする、「建設的不信任制」を採用している（憲法第158条）。

## 権限
1997年以降のポーランドの憲法では、大統領の権限が縮小されてドイツの連邦大統領などのように儀礼的な国家元首としての色合いが強くなり、憲法では閣僚評議会（内閣）が「ポーランド共和国の内政及び外交政策を実施する」（第146条1項）、「政府行政を指揮する。」（第146条3項）となっているため、首相が実際の国政を行う議院内閣制になっている。

## 歴代首相
- ポーランドの首相一覧を参照。